# Lista över fornlämningar i Sollefteå kommun
Lista över fornlämningar i Sollefteå kommun är en förteckning av ett urval av de fornlämningar som finns i Sollefteå kommun.

## Boteå
| Namn                        | Lämningstyp         | Tillkomsttid | Historisk indelning | Plats | Läge                 | ID-nr          | Bild                                 |
| --------------------------- | ------------------- | ------------ | ------------------- | ----- | -------------------- | -------------- | ------------------------------------ |
| Boteå 1:1                   | Hög                 |              | Boteå, Ångermanland |       | 63.153643, 17.681357 | 10245600010001 | Ladda upp en bild av detta fornminne |
| Boteå 4:1                   | Hög                 |              | Boteå, Ångermanland |       | 63.155449, 17.719233 | 10245600040001 | Ladda upp en bild av detta fornminne |
| Boteå 4:2                   | Hög                 |              | Boteå, Ångermanland |       | 63.155611, 17.719408 | 10245600040002 | Ladda upp en bild av detta fornminne |
| Boteå 5:1                   | Hög                 |              | Boteå, Ångermanland |       | 63.130229, 17.718592 | 10245600050001 | Ladda upp en bild av detta fornminne |
| Boteå 5:2                   | Hög                 |              | Boteå, Ångermanland |       | 63.130149, 17.718916 | 10245600050002 | Ladda upp en bild av detta fornminne |
| Boteå 5:3                   | Hög                 |              | Boteå, Ångermanland |       | 63.130019, 17.718930 | 10245600050003 | Ladda upp en bild av detta fornminne |
| Boteå 5:4                   | Stensättning        |              | Boteå, Ångermanland |       | 63.129973, 17.718677 | 10245600050004 | Ladda upp en bild av detta fornminne |
| Boteå 6:1                   | Gravfält            |              | Boteå, Ångermanland |       | 63.127971, 17.717763 | 10245600060001 | Ladda upp en bild av detta fornminne |
| Boteå 7:1                   | Hög                 |              | Boteå, Ångermanland |       | 63.156106, 17.705880 | 10245600070001 | Ladda upp en bild av detta fornminne |
| Hunterberg (Boteå 9:1)      | Hög                 |              | Boteå, Ångermanland |       | 63.134364, 17.716911 | 10245600090001 | Ladda upp en bild av detta fornminne |
| Hunterberg (Boteå 9:2)      | Hög                 |              | Boteå, Ångermanland |       | 63.134356, 17.715982 | 10245600090002 | Ladda upp en bild av detta fornminne |
| Boteå 10:1                  | Gravfält            |              | Boteå, Ångermanland |       | 63.130879, 17.716465 | 10245600100001 | Ladda upp en bild av detta fornminne |
| Boteå 11:1                  | Hög                 |              | Boteå, Ångermanland |       | 63.127980, 17.725211 | 10245600110001 | Ladda upp en bild av detta fornminne |
| Boteå 11:2                  | Hög                 |              | Boteå, Ångermanland |       | 63.127842, 17.725221 | 10245600110002 | Ladda upp en bild av detta fornminne |
| Boteå 12:1                  | Hög                 |              | Boteå, Ångermanland |       | 63.126725, 17.726766 | 10245600120001 | Ladda upp en bild av detta fornminne |
| Boteå 12:2                  | Hög                 |              | Boteå, Ångermanland |       | 63.126540, 17.726757 | 10245600120002 | Ladda upp en bild av detta fornminne |
| Boteå 13:1                  | Stensättning        |              | Boteå, Ångermanland |       | 63.134818, 17.744278 | 10245600130001 | Ladda upp en bild av detta fornminne |
| Boteå 13:2                  | Stensättning        |              | Boteå, Ångermanland |       | 63.134945, 17.744549 | 10245600130002 | Ladda upp en bild av detta fornminne |
| Boteå 14:1                  | Stensättning        |              | Boteå, Ångermanland |       | 63.125258, 17.735156 | 10245600140001 | Ladda upp en bild av detta fornminne |
| Boteå 15:1                  | Gravfält            |              | Boteå, Ångermanland |       | 63.129462, 17.750502 | 10245600150001 | Ladda upp en bild av detta fornminne |
| Boteå 16:1                  | Hög                 |              | Boteå, Ångermanland |       | 63.139648, 17.768204 | 10245600160001 | Ladda upp en bild av detta fornminne |
| Boteå 21:1                  | Hög                 |              | Boteå, Ångermanland |       | 63.133298, 17.754538 | 10245600210001 | Ladda upp en bild av detta fornminne |
| Boteå 33:1                  | Hög                 |              | Boteå, Ångermanland |       | 63.148837, 17.752779 | 10245600330001 | Ladda upp en bild av detta fornminne |
| Stortjärn (Boteå 40:1)      | Lägenhetsbebyggelse |              | Boteå, Ångermanland |       | 63.216678, 17.799615 | 10245600400001 | Ladda upp en bild av detta fornminne |
| Gålsjötorpet (Boteå 53:1)   | Lägenhetsbebyggelse |              | Boteå, Ångermanland |       | 63.199113, 17.852607 | 10245600530001 | Ladda upp en bild av detta fornminne |
| Undromsbodarna (Boteå 67:1) | Fäbod               |              | Boteå, Ångermanland |       | 63.164907, 17.954535 | 10245600670001 | Ladda upp en bild av detta fornminne |

## Ed
| Namn                               | Lämningstyp         | Tillkomsttid | Historisk indelning | Plats | Läge                 | ID-nr          | Bild                                 |
| ---------------------------------- | ------------------- | ------------ | ------------------- | ----- | -------------------- | -------------- | ------------------------------------ |
| Ed 1:1                             | Gravfält            |              | Ed, Ångermanland    |       | 63.247653, 17.198944 | 10245800010001 | Ladda upp en bild av detta fornminne |
| Ed 2:1                             | Hög                 |              | Ed, Ångermanland    |       | 63.246368, 17.198681 | 10245800020001 | Ladda upp en bild av detta fornminne |
| Ed 8:1                             | Hög                 |              | Ed, Ångermanland    |       | 63.248762, 17.203455 | 10245800080001 | Ladda upp en bild av detta fornminne |
| Öjbodarna (Ed 84:1)                | Fäbod               |              | Ed, Ångermanland    |       | 63.266178, 17.035824 | 10245800840001 | Ladda upp en bild av detta fornminne |
| Västerås gamla fäbodvall (Ed 85:1) | Fäbod               |              | Ed, Ångermanland    |       | 63.271654, 17.088252 | 10245800850001 | Ladda upp en bild av detta fornminne |
| Ed 109:1                           | Lägenhetsbebyggelse |              | Ed, Ångermanland    |       | 63.272809, 17.177297 | 10245801090001 | Ladda upp en bild av detta fornminne |

## Edsele
| Namn                                 | Lämningstyp  | Tillkomsttid | Historisk indelning  | Plats | Läge                 | ID-nr          | Bild                                 |
| ------------------------------------ | ------------ | ------------ | -------------------- | ----- | -------------------- | -------------- | ------------------------------------ |
| Gideåbergsbodarna (Edsele 29:1)      | Fäbod        |              | Edsele, Ångermanland |       | 63.281630, 16.527954 | 10245900290001 | Ladda upp en bild av detta fornminne |
| Utanedebodarna (Edsele 31:1)         | Fäbod        |              | Edsele, Ångermanland |       | 63.291484, 16.477502 | 10245900310001 | Ladda upp en bild av detta fornminne |
| Åsbodarna (Edsele 32:1)              | Fäbod        |              | Edsele, Ångermanland |       | 63.289254, 16.530154 | 10245900320001 | Ladda upp en bild av detta fornminne |
| Halasjöfäbodarna (Edsele 53:1)       | Fäbod        |              | Edsele, Ångermanland |       | 63.295378, 16.309166 | 10245900530001 | Ladda upp en bild av detta fornminne |
| Kyrkstigen (se Komm.) (Edsele 101:1) | Stensättning |              | Edsele, Ångermanland |       | 63.388421, 16.554458 | 10245901010001 | Ladda upp en bild av detta fornminne |
| Röfloberget (Edsele 123:1)           | Röse         |              | Edsele, Ångermanland |       | 63.440489, 16.469240 | 10245901230001 | Ladda upp en bild av detta fornminne |
| Röfloberget (Edsele 123:2)           | Röse         |              | Edsele, Ångermanland |       | 63.440679, 16.469026 | 10245901230002 | Ladda upp en bild av detta fornminne |

## Graninge
| Namn                               | Lämningstyp | Tillkomsttid | Historisk indelning    | Plats | Läge                 | ID-nr          | Bild                                 |
| ---------------------------------- | ----------- | ------------ | ---------------------- | ----- | -------------------- | -------------- | ------------------------------------ |
| Sörgraningebodarna (Graninge 64:1) | Fäbod       |              | Graninge, Ångermanland |       | 62.948943, 17.140483 | 10246200640001 | Ladda upp en bild av detta fornminne |
| Lappbergsbodarna (Graninge 119:1)  | Fäbod       |              | Graninge, Ångermanland |       | 63.028828, 16.920809 | 10246201190001 | Ladda upp en bild av detta fornminne |

## Helgum
| Namn                             | Lämningstyp    | Tillkomsttid | Historisk indelning  | Plats | Läge                 | ID-nr          | Bild                                 |
| -------------------------------- | -------------- | ------------ | -------------------- | ----- | -------------------- | -------------- | ------------------------------------ |
| Skansen (Helgum 15:1)            | Fästning/skans |              | Helgum, Ångermanland |       | 63.166549, 16.920786 | 10246600150001 | Ladda upp en bild av detta fornminne |
| Guxås-Överbodarna (Helgum 38:1)  | Fäbod          |              | Helgum, Ångermanland |       | 63.161150, 16.760126 | 10246600380001 | Ladda upp en bild av detta fornminne |
| Gamm-kvarnsbodarna (Helgum 77:1) | Fäbod          |              | Helgum, Ångermanland |       | 63.131973, 16.860149 | 10246600770001 | Ladda upp en bild av detta fornminne |
| Husnäsbodarna (Helgum 93:1)      | Fäbod          |              | Helgum, Ångermanland |       | 63.142948, 16.808022 | 10246600930001 | Ladda upp en bild av detta fornminne |
| Guxåsfäbodarna (Helgum 135:1)    | Fäbod          |              | Helgum, Ångermanland |       | 63.195711, 16.778933 | 10246601350001 | Ladda upp en bild av detta fornminne |

## Junsele
| Namn         | Lämningstyp             | Tillkomsttid | Historisk indelning   | Plats | Läge                 | ID-nr          | Bild                                      |
| ------------ | ----------------------- | ------------ | --------------------- | ----- | -------------------- | -------------- | ----------------------------------------- |
| Junsele 96:1 | Kyrka/kapell            |              | Junsele, Ångermanland |       | 63.678994, 16.910129 | 10247400960001 | Ladda upp en till bild av detta fornminne |
| Junsele 96:3 | Husgrund, historisk tid |              | Junsele, Ångermanland |       | 63.678897, 16.909684 | 10247400960003 | Ladda upp en till bild av detta fornminne |
| Junsele 96:4 | Begravningsplats        |              | Junsele, Ångermanland |       | 63.678930, 16.910000 | 10247400960004 | Ladda upp en till bild av detta fornminne |
| Junsele 174  | Hällmålning             |              | Junsele, Ångermanland |       | 63.794003, 16.652063 | 12000000129612 | Ladda upp en bild av detta fornminne      |
| Junsele 176  | Hällmålning             |              | Junsele, Ångermanland |       | 63.792673, 16.655380 | 12000000129615 | Ladda upp en bild av detta fornminne      |

## Långsele
| Namn                             | Lämningstyp      | Tillkomsttid | Historisk indelning    | Plats | Läge                 | ID-nr          | Bild                                 |
| -------------------------------- | ---------------- | ------------ | ---------------------- | ----- | -------------------- | -------------- | ------------------------------------ |
| Långsele 13:1                    | Kyrka/kapell     |              | Långsele, Ångermanland |       | 63.188168, 17.056545 | 10247800130001 | Ladda upp en bild av detta fornminne |
| Örbäcksfäbodarna (Långsele 63:1) | Fäbod            |              | Långsele, Ångermanland |       | 63.121567, 17.047506 | 10247800630001 | Ladda upp en bild av detta fornminne |
| Österflobodarna (Långsele 70:1)  | Fäbod            |              | Långsele, Ångermanland |       | 63.233130, 17.103458 | 10247800700001 | Ladda upp en bild av detta fornminne |
| Långsele 104:1                   | Begravningsplats |              | Långsele, Ångermanland |       | 63.189000, 17.058968 | 10247801040001 | Ladda upp en bild av detta fornminne |

## Multrå
| Namn                          | Lämningstyp                      | Tillkomsttid | Historisk indelning  | Plats | Läge                 | ID-nr          | Bild                                 |
| ----------------------------- | -------------------------------- | ------------ | -------------------- | ----- | -------------------- | -------------- | ------------------------------------ |
| Multrå 3:1                    | Hög                              |              | Multrå, Ångermanland |       | 63.167102, 17.427733 | 10305900030001 | Ladda upp en bild av detta fornminne |
| Multrå 8:1                    | Hög                              |              | Multrå, Ångermanland |       | 63.159944, 17.410171 | 10305900080001 | Ladda upp en bild av detta fornminne |
| Multrå 10:1                   | Gravfält                         |              | Multrå, Ångermanland |       | 63.170463, 17.444272 | 10305900100001 | Ladda upp en bild av detta fornminne |
| Multrå 12:1                   | Hög                              |              | Multrå, Ångermanland |       | 63.168067, 17.334224 | 10305900120001 | Ladda upp en bild av detta fornminne |
| Multrå 19:1                   | Husgrund, förhistorisk/medeltida |              | Multrå, Ångermanland |       | 63.183539, 17.453738 | 10305900190001 | Ladda upp en bild av detta fornminne |
| Ingerstabodarna (Multrå 34:2) | Fäbod                            |              | Multrå, Ångermanland |       | 63.224073, 17.384048 | 10305900340002 | Ladda upp en bild av detta fornminne |

## Ramsele
| Namn         | Lämningstyp | Tillkomsttid | Historisk indelning   | Plats | Läge                 | ID-nr          | Bild                                 |
| ------------ | ----------- | ------------ | --------------------- | ----- | -------------------- | -------------- | ------------------------------------ |
| Ramsele 13:2 | Hög         |              | Ramsele, Ångermanland |       | 63.679981, 16.387617 | 10248500130002 | Ladda upp en bild av detta fornminne |

## Resele
| Namn                        | Lämningstyp | Tillkomsttid | Historisk indelning  | Plats | Läge                 | ID-nr          | Bild                                 |
| --------------------------- | ----------- | ------------ | -------------------- | ----- | -------------------- | -------------- | ------------------------------------ |
| Resele 2:1                  | Hög         |              | Resele, Ångermanland |       | 63.325600, 17.085445 | 10248600020001 | Ladda upp en bild av detta fornminne |
| Resele 2:2                  | Hög         |              | Resele, Ångermanland |       | 63.325495, 17.085616 | 10248600020002 | Ladda upp en bild av detta fornminne |
| Resele 3:1                  | Hög         |              | Resele, Ångermanland |       | 63.325630, 17.083235 | 10248600030001 | Ladda upp en bild av detta fornminne |
| Resele 3:2                  | Hög         |              | Resele, Ångermanland |       | 63.325716, 17.082982 | 10248600030002 | Ladda upp en bild av detta fornminne |
| Resele 7:1                  | Hög         |              | Resele, Ångermanland |       | 63.347054, 17.041307 | 10248600070001 | Ladda upp en bild av detta fornminne |
| Resele 8:1                  | Hög         |              | Resele, Ångermanland |       | 63.348730, 17.030542 | 10248600080001 | Ladda upp en bild av detta fornminne |
| Resele 44:1                 | Hög         |              | Resele, Ångermanland |       | 63.319249, 17.136354 | 10248600440001 | Ladda upp en bild av detta fornminne |
| Vignäsbodarna (Resele 71:1) | Fäbod       |              | Resele, Ångermanland |       | 63.293123, 17.070138 | 10248600710001 | Ladda upp en bild av detta fornminne |

## Sollefteå
| Namn                                    | Lämningstyp | Tillkomsttid | Historisk indelning     | Plats                          | Läge                 | ID-nr          | Bild                                      |
| --------------------------------------- | ----------- | ------------ | ----------------------- | ------------------------------ | -------------------- | -------------- | ----------------------------------------- |
| Sollefteå 1:1                           | Gravfält    |              | Sollefteå, Ångermanland | Sollefteå hembygdsgård, Djupön | 63.168320, 17.292767 | 10249300010001 | Ladda upp en till bild av detta fornminne |
| Sollefteå 2:1                           | Hög         |              | Sollefteå, Ångermanland |                                | 63.168690, 17.295570 | 10249300020001 | Ladda upp en bild av detta fornminne      |
| Sollefteå 3:1                           | Hög         |              | Sollefteå, Ångermanland | Djupön                         | 63.167783, 17.287495 | 10249300030001 | Ladda upp en till bild av detta fornminne |
| Sollefteå 3:2                           | Hög         |              | Sollefteå, Ångermanland | Djupön                         | 63.167613, 17.288116 | 10249300030002 | Ladda upp en till bild av detta fornminne |
| Sollefteå 4:1                           | Hög         |              | Sollefteå, Ångermanland |                                | 63.167116, 17.286678 | 10249300040001 | Ladda upp en bild av detta fornminne      |
| Sollefteå 4:2                           | Hög         |              | Sollefteå, Ångermanland |                                | 63.166999, 17.286432 | 10249300040002 | Ladda upp en bild av detta fornminne      |
| Sollefteå 7:1                           | Gravfält    |              | Sollefteå, Ångermanland |                                | 63.171275, 17.243461 | 10249300070001 | Ladda upp en bild av detta fornminne      |
| Sollefteå 15:1                          | Hög         |              | Sollefteå, Ångermanland |                                | 63.174786, 17.242591 | 10249300150001 | Ladda upp en bild av detta fornminne      |
| Sollefteå 15:2                          | Hög         |              | Sollefteå, Ångermanland |                                | 63.174723, 17.242843 | 10249300150002 | Ladda upp en bild av detta fornminne      |
| Hallsta västra fäbodar (Sollefteå 59:1) | Fäbod       |              | Sollefteå, Ångermanland |                                | 63.117471, 17.189899 | 10249300590001 | Ladda upp en bild av detta fornminne      |
| Trästa Fäbodevall (Sollefteå 104:1)     | Fäbod       |              | Sollefteå, Ångermanland |                                | 63.127178, 17.236248 | 10249301040001 | Ladda upp en bild av detta fornminne      |

## Sånga
| Namn                      | Lämningstyp  | Tillkomsttid | Historisk indelning | Plats | Läge                 | ID-nr          | Bild                                 |
| ------------------------- | ------------ | ------------ | ------------------- | ----- | -------------------- | -------------- | ------------------------------------ |
| Sånga 4:1                 | Gravfält     |              | Sånga, Ångermanland |       | 63.174562, 17.557947 | 10249800040001 | Ladda upp en bild av detta fornminne |
| Sånga 6:1                 | Hög          |              | Sånga, Ångermanland |       | 63.173527, 17.527375 | 10249800060001 | Ladda upp en bild av detta fornminne |
| Sånga 8:1                 | Gravfält     |              | Sånga, Ångermanland |       | 63.172163, 17.510719 | 10249800080001 | Ladda upp en bild av detta fornminne |
| Sånga 9:1                 | Stensättning |              | Sånga, Ångermanland |       | 63.178199, 17.547562 | 10249800090001 | Ladda upp en bild av detta fornminne |
| Sånga 10:1                | Hög          |              | Sånga, Ångermanland |       | 63.180016, 17.541797 | 10249800100001 | Ladda upp en bild av detta fornminne |
| Sånga 10:2                | Stensättning |              | Sånga, Ångermanland |       | 63.179875, 17.541897 | 10249800100002 | Ladda upp en bild av detta fornminne |
| Sånga 10:3                | Stensättning |              | Sånga, Ångermanland |       | 63.180080, 17.541578 | 10249800100003 | Ladda upp en bild av detta fornminne |
| Sånga 12:1                | Gravfält     |              | Sånga, Ångermanland |       | 63.178287, 17.537411 | 10249800120001 | Ladda upp en bild av detta fornminne |
| Sånga 13:1                | Gravfält     |              | Sånga, Ångermanland |       | 63.175309, 17.518272 | 10249800130001 | Ladda upp en bild av detta fornminne |
| Sånga 14:1                | Hög          |              | Sånga, Ångermanland |       | 63.174882, 17.514930 | 10249800140001 | Ladda upp en bild av detta fornminne |
| Sånga 15:1                | Hög          |              | Sånga, Ångermanland |       | 63.175197, 17.505245 | 10249800150001 | Ladda upp en bild av detta fornminne |
| Sånga 16:1                | Hög          |              | Sånga, Ångermanland |       | 63.169201, 17.500390 | 10249800160001 | Ladda upp en bild av detta fornminne |
| Sånga 16:2                | Hög          |              | Sånga, Ångermanland |       | 63.169140, 17.500622 | 10249800160002 | Ladda upp en bild av detta fornminne |
| Sånga 28:1                | Stensättning |              | Sånga, Ångermanland |       | 63.164808, 17.466597 | 10249800280001 | Ladda upp en bild av detta fornminne |
| Sånga 37:1                | Hög          |              | Sånga, Ångermanland |       | 63.178974, 17.560142 | 10249800370001 | Ladda upp en bild av detta fornminne |
| Sånga 37:2                | Hög          |              | Sånga, Ångermanland |       | 63.178862, 17.560343 | 10249800370002 | Ladda upp en bild av detta fornminne |
| Sångabodarna (Sånga 48:1) | Fäbod        |              | Sånga, Ångermanland |       | 63.229373, 17.526985 | 10249800480001 | Ladda upp en bild av detta fornminne |

## Ådals-Liden
| Namn                                        | Lämningstyp      | Tillkomsttid | Historisk indelning       | Plats | Läge                 | ID-nr          | Bild                                      |
| ------------------------------------------- | ---------------- | ------------ | ------------------------- | ----- | -------------------- | -------------- | ----------------------------------------- |
| Ådals-Liden 14:1                            | Stensättning     |              | Ådals-Liden, Ångermanland |       | 63.436544, 16.896085 | 10251200140001 | Ladda upp en bild av detta fornminne      |
| Ådals-Liden 14:2                            | Röse             |              | Ådals-Liden, Ångermanland |       | 63.436426, 16.896059 | 10251200140002 | Ladda upp en bild av detta fornminne      |
| Ådals-Liden 14:3                            | Röse             |              | Ådals-Liden, Ångermanland |       | 63.436630, 16.895648 | 10251200140003 | Ladda upp en bild av detta fornminne      |
| Ådals-Liden 18:1                            | Begravningsplats |              | Ådals-Liden, Ångermanland |       | 63.447686, 16.894466 | 10251200180001 | Ladda upp en till bild av detta fornminne |
| Ådals-Lidens gamla kyrka (Ådals-Liden 18:2) | Kyrka/kapell     |              | Ådals-Liden, Ångermanland |       | 63.447687, 16.894469 | 10251200180002 | Ladda upp en till bild av detta fornminne |
| Ådals-Liden 193:1                           | Hällristning     |              | Ådals-Liden, Ångermanland |       | 63.440466, 16.886486 | 10251201930001 | Ladda upp en till bild av detta fornminne |

## Överlännäs
| Namn                              | Lämningstyp  | Tillkomsttid | Historisk indelning      | Plats | Läge                 | ID-nr          | Bild                                      |
| --------------------------------- | ------------ | ------------ | ------------------------ | ----- | -------------------- | -------------- | ----------------------------------------- |
| Överlännäs 1:1                    | Hög          |              | Överlännäs, Ångermanland |       | 63.153197, 17.674597 | 10251500010001 | Ladda upp en bild av detta fornminne      |
| Överlännäs 2:1                    | Hög          |              | Överlännäs, Ångermanland |       | 63.151414, 17.674647 | 10251500020001 | Ladda upp en bild av detta fornminne      |
| Överlännäs 3:1                    | Stensättning |              | Överlännäs, Ångermanland |       | 63.155991, 17.664968 | 10251500030001 | Ladda upp en bild av detta fornminne      |
| Överlännäs 4:1                    | Hög          |              | Överlännäs, Ångermanland |       | 63.166670, 17.648088 | 10251500040001 | Ladda upp en bild av detta fornminne      |
| Överlännäs 5:1                    | Gravfält     |              | Överlännäs, Ångermanland |       | 63.151295, 17.652456 | 10251500050001 | Ladda upp en bild av detta fornminne      |
| Överlännäs 6:1                    | Stensättning |              | Överlännäs, Ångermanland |       | 63.153059, 17.646930 | 10251500060001 | Ladda upp en bild av detta fornminne      |
| Överlännäs 7:1                    | Gravfält     |              | Överlännäs, Ångermanland |       | 63.153488, 17.644832 | 10251500070001 | Ladda upp en bild av detta fornminne      |
| Överlännäs 8:1                    | Hög          |              | Överlännäs, Ångermanland |       | 63.166303, 17.600867 | 10251500080001 | Ladda upp en bild av detta fornminne      |
| Överlännäs 10:1                   | Gravfält     |              | Överlännäs, Ångermanland |       | 63.166965, 17.655569 | 10251500100001 | Ladda upp en bild av detta fornminne      |
| Överlännäs 15:1                   | Stensättning |              | Överlännäs, Ångermanland |       | 63.169189, 17.635941 | 10251500150001 | Ladda upp en bild av detta fornminne      |
| Holms gravfält (Överlännäs 16:1)  | Gravfält     |              | Överlännäs, Ångermanland |       | 63.167975, 17.623675 | 10251500160001 | Ladda upp en till bild av detta fornminne |
| Överlännäs 17:1                   | Stensättning |              | Överlännäs, Ångermanland |       | 63.171996, 17.615456 | 10251500170001 | Ladda upp en bild av detta fornminne      |
| Överlännäs 17:2                   | Stensättning |              | Överlännäs, Ångermanland |       | 63.172000, 17.615794 | 10251500170002 | Ladda upp en bild av detta fornminne      |
| Överlännäs 17:3                   | Stensättning |              | Överlännäs, Ångermanland |       | 63.171692, 17.616899 | 10251500170003 | Ladda upp en bild av detta fornminne      |
| Överlännäs 18:1                   | Gravfält     |              | Överlännäs, Ångermanland |       | 63.172938, 17.615198 | 10251500180001 | Ladda upp en bild av detta fornminne      |
| Björkå gravfält (Överlännäs 19:1) | Gravfält     |              | Överlännäs, Ångermanland |       | 63.171721, 17.605467 | 10251500190001 | Ladda upp en till bild av detta fornminne |
| Överlännäs 20:1                   | Hög          |              | Överlännäs, Ångermanland |       | 63.173728, 17.592288 | 10251500200001 | Ladda upp en bild av detta fornminne      |
| Överlännäs 20:2                   | Stensättning |              | Överlännäs, Ångermanland |       | 63.173690, 17.592111 | 10251500200002 | Ladda upp en bild av detta fornminne      |
| Överlännäs 21:1                   | Hög          |              | Överlännäs, Ångermanland |       | 63.173663, 17.591316 | 10251500210001 | Ladda upp en bild av detta fornminne      |
| Överlännäs 23:1                   | Hög          |              | Överlännäs, Ångermanland |       | 63.172742, 17.590077 | 10251500230001 | Ladda upp en bild av detta fornminne      |
| Överlännäs 25:1                   | Stensättning |              | Överlännäs, Ångermanland |       | 63.168082, 17.589970 | 10251500250001 | Ladda upp en bild av detta fornminne      |
| Överlännäs 25:2                   | Stensättning |              | Överlännäs, Ångermanland |       | 63.168093, 17.589637 | 10251500250002 | Ladda upp en bild av detta fornminne      |
| Överlännäs 25:3                   | Stensättning |              | Överlännäs, Ångermanland |       | 63.168164, 17.589403 | 10251500250003 | Ladda upp en bild av detta fornminne      |
| Överlännäs 25:4                   | Stensättning |              | Överlännäs, Ångermanland |       | 63.168212, 17.589151 | 10251500250004 | Ladda upp en bild av detta fornminne      |
| Överlännäs 55:1                   | Fäbod        |              | Överlännäs, Ångermanland |       | 63.207960, 17.653602 | 10251500550001 | Ladda upp en bild av detta fornminne      |
| Harjomfäbodarna (Överlännäs 60:1) | Fäbod        |              | Överlännäs, Ångermanland |       | 63.226579, 17.666160 | 10251500600001 | Ladda upp en bild av detta fornminne      |
| Bruksbodarna (Överlännäs 65:1)    | Fäbod        |              | Överlännäs, Ångermanland |       | 63.252345, 17.667971 | 10251500650001 | Ladda upp en bild av detta fornminne      |
| Överlännäs 69                     | Hög          |              | Överlännäs, Ångermanland |       | 63.152952, 17.677716 | 12000000052606 | Ladda upp en bild av detta fornminne      |